# 芒廷代爾 (密蘇里州)
芒廷代爾（英語：Mountain Dale）是位於美國密蘇里州韋伯斯特縣的非建制地區。

## 地理
芒廷代爾所處的海拔為高於海平面470米（即1542英呎），而該地所採用的時區為UTC-6，即北美中部時區（CST）。同時該地設有夏令時間，為UTC-6調快一小時，即UTC-5（CDT）。